# Matías González Márquez
Matías González Márquez (Montevideo, 29 novembre 2002) è un calciatore uruguaiano, difensore del Danubio in prestito dal Peñarol.

## Caratteristiche tecniche
È un difensore centrale.

## Carriera
González è cresciuto nel settore giovanile del Peñarol. Nel 2022 ha iniziato a ricevere delle convocazioni con la prima squadra, ma il 28 settembre ha subito la rottura del legamento crociato anteriore che lo ha costretto ad un lungo stop.
Nel 2024 è stato ceduto in prestito al Danubio con cui ha esordito nel calcio professionistico il 3 maggio nell'incontro di Primera División pareggiato 1-1 contro il Rampla Juniors.

## Statistiche

### Presenze e reti nei club
Statistiche aggiornate al 3 maggio 2024.
| Stagione        | Squadra         | Campionato      | Campionato | Campionato | Coppe nazionali | Coppe nazionali | Coppe nazionali | Coppe continentali | Coppe continentali | Coppe continentali | Altre coppe | Altre coppe | Altre coppe | Totale | Totale | Totale |
| Stagione        | Squadra         | Comp            | Pres       | Reti       | Comp            | Pres            | Reti            | Comp               | Pres               | Reti               | Comp        | Pres        | Reti        | Pres   | Reti   |        |
| --------------- | --------------- | --------------- | ---------- | ---------- | --------------- | --------------- | --------------- | ------------------ | ------------------ | ------------------ | ----------- | ----------- | ----------- | ------ | ------ | ------ |
| 2024            | Danubio         | PD              | 4          | 0          | CU              | 1               | 0               | CS                 | 1                  | 0                  |             | -           | -           | 5      | 0      |        |
| Totale carriera | Totale carriera | Totale carriera | 4          | 0          |                 | 0               | 0               |                    | 1                  | 0                  |             | -           | -           | 5      | 0      |        |